# Charicrita sericoleuca
Charicrita sericoleuca là một loài bướm đêm thuộc họ Yponomeutidae. Loài này có ở Úc.